# VR Vv15
Die VR-Baureihe Vv15 sind mittelschwere Diesellokomotiven mit Stangenantrieb, die von 1958 bis 2004 von den Finnischen Staatsbahnen VR eingesetzt wurden. Lokomo und Valmet stellten zwischen 1958 und 1961 insgesamt 58 Lokomotiven her, wobei Lokomo die ungeraden Nummern und Valmet die gerade Nummern lieferte. Die Baureihe Vv15 war die erste Baureihe in Finnland, die aufgrund ihrer Leistung und Zuverlässigkeit die Dampflokomotiven im Rangierbetrieb verdrängte.

## Geschichte
Die Vv15 waren Nachfolger der technisch und äußerlich ähnlichen Lokomotiven der Baureihe Vr11. Die Anfang 2008 weitgehend abgestellten Lokomotiven der Baureihe Dv16 sind ebenso ähnlich gebaut. Die Dv15 wurden bis in die 1990er Jahre zudem im Streckendienst eingesetzt.

## Technik
Bei der Baureihe Vv15 sind alle Kuppelradsätze mit Kuppelstangen verbunden. Der Antrieb erfolgt mit einer mit dem Motor verbundenen Blindwelle über diese Kuppelstangen. Dadurch waren die Lokomotiven für den Rangierbetrieb gut geeignet, da durch den Verbund das Durchrutschen einzelner Räder vermieden wurde.
Im Laufe der Jahre wurden die Geländer der Umläufe erhöht und alle Lokomotiven mit der automatischen Vapiti-Kupplung ausgerüstet, die vom Führerstand aus gesteuert wird.

## VR Dv15
Am 1. Januar 1976 erfolgte eine Änderung des finnischen Baureihensystems. Im Zuge dieser Umstellung änderte sich die Baureihenbezeichnung in Dv15.
Zu Beginn der 1980er-Jahre waren Ersatzteile nicht mehr verfügbar, die Lebensdauer der Lokomotiven war überschritten, so dass die Wartung schwierig wurde. Mit dem Ausbau der Elektrifizierung konnten die Dv15-Lokomotiven von anderen Diesellokomotiven ersetzt werden.
Die letzten von VR eingesetzten Lokomotiven der Serie Dv15, 1977 in Kouvola, 1995 in Turku sowie 1986 und 2007 in Pasila wurden im September 2004 abgestellt, sie waren zuletzt als Reservelokomotiven und im Rangierdienst eingesetzt.

## Verbleib
Imatra veturipalvelu Oy übernahm 1994 die Dv15 1993 (Lokomo 513/1961), 2001 (Lokomo 517/1961) und eine nicht nummerierte Lokomotive, die in Anlehnung an das Jahr der Übernahme 1994 als Betriebsnummer trägt. Diese stammt aus einer Serie für die Industrie. UPM-Kymmene übernahm die Dv15 2000 (Valmet 2000/1961).
Die letzten sechs von VR verwendeten Einheiten wurden von Oktober bis November 2005 in der Werkstatt Hyvinkää verschrottet. Dies waren die Dv15 1973, 1977, 1978, 1986, 1995 und 2007. Zudem ist in Kuusankoski die Dv15 1991 vorhanden, die zum Eisenbahnmuseum Haapamäki gehört.
Zur Erinnerung an die Baureihe Dv15 wurden Filme gedreht.
Im November 2008 kaufte Imatra veturipalvelu Oy die Dv15 2000 von UPM Kymmene, um sie in Imatra in den Werken von Stora Enso einzusetzen. Im März 2009 wurde der Motor ausgetauscht. Wie die anderen vorhandenen Lokomotiven erhielt sie einen Namen. Die Rangieraufgaben in den Imatra-Werken wurden von den ehemaligen VR-Dv15-Lokomotiven 1994 (Jussi), 2000 (Otto) und 2001 (Masi) übernommen.
Imatra veturipalvelu Oy wurde 1993 gegründet, als die damalige Enso-Gutzeit den Rangierverkehr in ihren Werken in Imatra aufgab. Neben den Imatra-Werken führt Veturipalvelu auch Rangierarbeiten in der Papierfabrik Anjala und der Kartonfabrik Inkeroinen durch.

## Vorhandene Lokomotiven
- Dv15 1991, Eisenbahnmuseum Haapamäki
- Dv15 98 10 1994 002-3 Diesel (Lokbetriebsnummer 1994)
- Dv15 98 10 1993 001-6 Jussi (früher VR 1993)
- Dv15 98 10 2000 000-7 Otto (früher VR 2000)
- Dv15 98 10 2001 003-0 Masi (früher VR 2001)